# Aphrophora murina
Aphrophora murina är en insektsart som beskrevs av Melichar 1902. Aphrophora murina ingår i släktet Aphrophora och familjen spottstritar. Inga underarter finns listade i Catalogue of Life.